# Dark Heaven
Pour plus de détails, voir Fiche technique et Distribution.
Dark Heaven (thaï : สวรรค์มืด/Sawan mued) est un long métrage thaïlandais de 1958 réalisé par Rattana Pestonji. Dark Heaven est un film de romance/comédie musicale.
C'est un des rares films de cette époque tourné en 35 mm, en couleur et avec son.

## Histoire
Nien est une jeune orpheline pauvre et affamée. Elle va décider un jour de voler de la nourriture à une personne riche, cependant celle-ci va la poursuivre et elle va devoir s'enfuir. C'est alors qu'elle tombe sur Choo, un éboueur qui aime chanter. Choo va l'aider à se cacher et la sauver.  Tous deux vont tomber amoureux mais très rapidement Choo va devoir partir et laisser Nien car il est appelé au front. Il fait donc en sorte de faire passer Nien pour un homme afin qu'elle puisse travailler à sa place et gagner de l'argent pendant qu'il est à la guerre. Puis un jour, Nien va tomber sur une femme riche qui a fait tomber un de ses bijoux, elle va décider de le lui rendre et la femme riche va l'adopter. Nien va devenir une jolie jeune femme et un jeune homme riche va essayer de la séduire. Elle va cependant refuser de sortir avec lui. Puis Choo va revenir chez lui mais il sera alors devenu aveugle. Nien va venir le voir mais pensant qu'il est devenu un fardeau pour elle, il va essayer de mettre fin à ses jours en ingurgitant du poison. Nien va en ingurgiter aussi et à l'article de leur mort, Piu (un camarade de Choo, lui aussi estropié pendant la guerre) apparaît et explique qu'il avait remplacé le poison par du glutamate. Les deux finissent ensemble et leur relation est acceptée par la mère de Nien.

## Fiche technique
- Réalisateur : Rattana Pestonji
- Producteur et scénariste : Suwat Woradilok
- Musique : Preecha Maetrai
- Directeur de la photographie : Prasat Sukhum
- Montage : Tae Kanchala
- Enregistreur son : Pong Asawinichkul
- Directeur artistique : Urai Sirisombat
- Costume : Kraising Wutichai
- Photographie : Charn Preecha

## Distribution
- Suthep Wongkamhaeng (สุเทพ วงศ์กำแห) : Choo (ชู) ou Monsieur Choowit (คุณ ชูวิทย์), l'éboueur chanteur amoureux de Nien
- Seubneung Kanpai (สืบเนื่อง กันภัย) : Nien (เนียร), la jeune et pauvre orpheline amoureuse de Choo
- Pensri Poomchoosri (เพ็ญศรี พุ่มชูศรี) : เศรษฐีนี, la Dame riche qui adopte Nien comme sa fille
- Adisak Sawatnan (อดิศักดิ์ เศวตนันทน์)
- Chalee Intarawijit (ชาลี อินทรวิจิตร) : ดร.ธานินทร์
- Prasitisak Singhala (ม.ร.ว.ประสิทธิ์ศักดิ์ สิงหรา ou หม่อม ราช วงศ์ ประสิทธิ์ศักดิ์ สิงหรา)
- Poonsawat Teemakorn (พูนสวัสดิ์ ธีมากร) : พูน
- Choosri Rojanapradit (ชูศรี มีสมมนต์ ) : Pui, le camarade de Choo rendu lui aussi infirme à cause de la guerre (ปิ๋ว)

## Informations supplémentaires
Pestonji est une personne qui voulait donner une meilleure qualité au cinéma thaïlandais, et donc comme les d'autres films sur lesquels il a travaillé, Dark Heaven est tourné en 35 mm, en couleur et avec des voix. Alors même que le cinéma thaïlandais continuait toujours à faire des films majoritairement en 16 mm, en noir et blanc et en muet. La couleur a été obtenue grâce à la Ferraniacolor, une caméra de l'entreprise italienne Ferrania. Le son a été obtenu grâce à un Westrex Recording System.
Le film a été tourné dans les studios Hanuman en Thaïlande.